# Honking Antelope
Honking Antelope är en promosingel från 2008 av den amerikanske musikern Serj Tankian. Singeln släpptes enbart till olika radiostationer runt om i USA. På framsidan av singeln "Sky Is Over" syns Tankian stående framför en vägg. På denna vägg står det skrivet "We are the cause of a world that's gone wrong", en mening som är tagen direkt från denna låt. "Honking Antelope" finns även med på livealbumet Elect the Dead Symphony. Live-versionen av låten på singeln spelades in den 6 juli 2008 vid Nürburgring i Nürburg som en del av Rock am Ring. Den akustiska live-versionen spelades in den 10 december 2007 i Maida Vale Studios i London som en del av In the Company of... Serj Tankian på The Colin Murray Show.
När Tankian fick frågan vad låten handlade om svarade han följande:
| ”              | Konceptet till "Honking Antelope" är en inverterad värld. Låt oss säga att du har en jägare, som dödar ett djur och sedan spänner fast detta djur där fram på sin bil, typ på bilhuven. Ponera sedan att han kör till en bar för att träffa sina vänner och att han är helt stolt över djuret som han har dödat och... Nu, tänk istället att det är antilopen som kör bilen och att det är människan som är fastspänd på bilhuven. | „ |
| – Serj Tankian | |   |

## Låtlista
Alla låtar är skrivna och komponerade av Serj Tankian, om inte annat anges. 
| Nr | Titel                                    | Längd |
| -- | ---------------------------------------- | ----- |
| 1. | Honking Antelope                         | 3:52  |
| 2. | Honking Antelope (Live-version)          | 3:41  |
| 3. | Honking Antelope (Akustisk live-version) | 3:43  |